# Stor-Elvdal
Stor-Elvdal è un comune norvegese della contea di Innlandet, distretto di Østerdalen. Ha una popolazione di 2 530 abitanti; la lingua ufficialmente adottata è il norvegese bokmål. Il nome degli abitanti è storelvdøler.

## Storia
Il nome di Stor-Elvdal risale al norreno Elfardalr. La prima parte del termine deriva da elfr, "fiume", riferito al Glomma, mentre l'ultima parte deriva da dalr, "valle".
L'aggettivo stor (grande) fu aggiunto in tempi recenti per distinguerlo dal comune di Lille Elvedalen (oggi Alvdal). Nel medioevo le due località erano distinte in ytre (esterno) e øvre (superiore)
Nel 1965 il comune di Sollia, fino ad allora indipendente, con i suoi 365 abitanti venne incorporato a Stor-Elvdal, che fino ad allora aveva 3 808 abitanti. Precedentemente, Sollia faceva parte del comune di Ringebu, ma nel 1864 divenne indipendente e nel 1890 fu trasferito dalla contea di Oppland all'Hedmark, contea soppressa nel 2020, quando Oppland e Hedmark sono state unite nella contea di Innlandet.

## Geografia

### Confini e conformazione fisica
Il comune confina a nord con Folldal e Alvdal, a est con Rendalen, a sud con Åmot, a sud-ovest con Ringsaker, a ovest con Øyer e Ringebu ed a nord-ovest con Sør-Fron.
Il territorio si allunga in direzione nord-sud per quasi tutta la valle di Østerdalen, dal fiume Hovda (sud), alla confluenza tra l'Atna e il Glomma (qui chiamato Glåma), fino al villaggio di Atna a nord-est. La parte superiore dell'Atndalen un tempo faceva parte del comune di Sollia.
La maggior parte di Stor-Elvdal consiste in montagne e foreste. Il comune possiede circa 1000 km² di zona boschiva e di montagne. Quasi l'intera zona montuosa si estende a ovest, in maniera ininterrotta dall'altopiano di Hedmarksvidda a sud fino a Rondane a nord. A est si trovano le colline boscose di Rendalen.
La cima più alta è il Gravskardhøgda, m s.l.m.

### Fiumi
Stor-Elvdal è attraversato da due fiumi, che la dividono in due parti a est ed a ovest. Il Glomma è il più grande e scorre nella valle principale, mentre l'Atna si trova nell'Atndalen. 

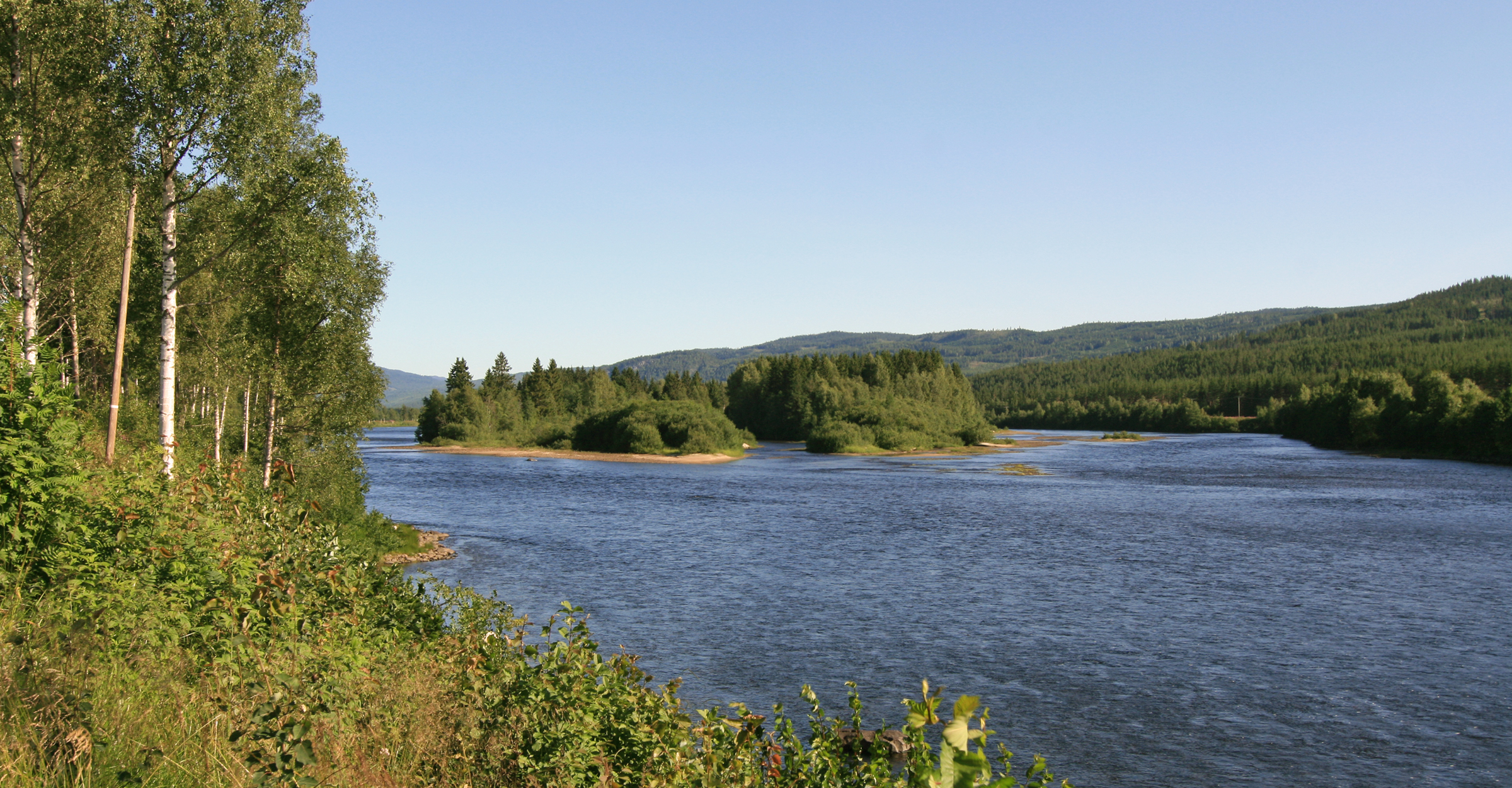
Il Glomma a Stor-Elvdal

Affluenti del Glomma sono l'Hovda, il Søkkunda, il Neta, l'Imsa, il Trya, il Kjemåa, il Tresa e il Bjøraå. Affluenti dell'Atna sono lo Storgryta, il Veslegryta e il Setninga. Il comune possiede anche alcuni laghi. Il principale è l'Atnsjøen, condiviso con altri due comuni. Altri laghi sono il Setningssjøen, il Myklebysjøen e il Søkkundsjøene.

### Territorio
Lungo i due fiumi principali si trova l'unica zona coltivabile di Stor-Elvadal, circa 95 km². Koppang è il centro amministrativo del comune e anche l'unica area urbanizzata, con 1 157 abitanti. Il nome indica un luogo in cui, già nel medioevo, si trovavano un mercato (kaupangr) e un'antica chiesa, di cui si sono trovati recentemente dei resti. Secondo una leggenda, questa chiesa fu distrutta da un'inondazione che ne portò i tronchi fino a Kirkemoen, dove si incagliarono a riva formando una croce. In questo posto venne innalzata una chiesa dedicata a san Michele. Anticamente la popolazione abitava lungo il fiume, ma a causa di diverse alluvioni iniziò a spostarsi verso i lati della valle, dove appunto Koppang si sviluppò.
La lunghezza totale del comune, in linea d'aria, è di 105 km.

## Comunicazioni e servizi
La strada nazionale Riksvei 3 attraversa la valle da Østerdalen (Alvdal) fino a Rena (Åmot) e prosegue in direzione nord verso Hanestad, a soli 90 km da Stor-Elvdal. La strada provinciale Fylksvei 219 porta verso Sollia, dove si incrocia con la Fylksvei 27, che va da Enden a Ringebu attraverso il Gudbrandsdalen. Un'altra strada importante è la Fylksvei 30 che va da Rendalen a Koppang.

Sul Kjemåa, un affluente del Glomma, si trova una delle centrali elettriche più antiche della zona, costruita nel 1905.

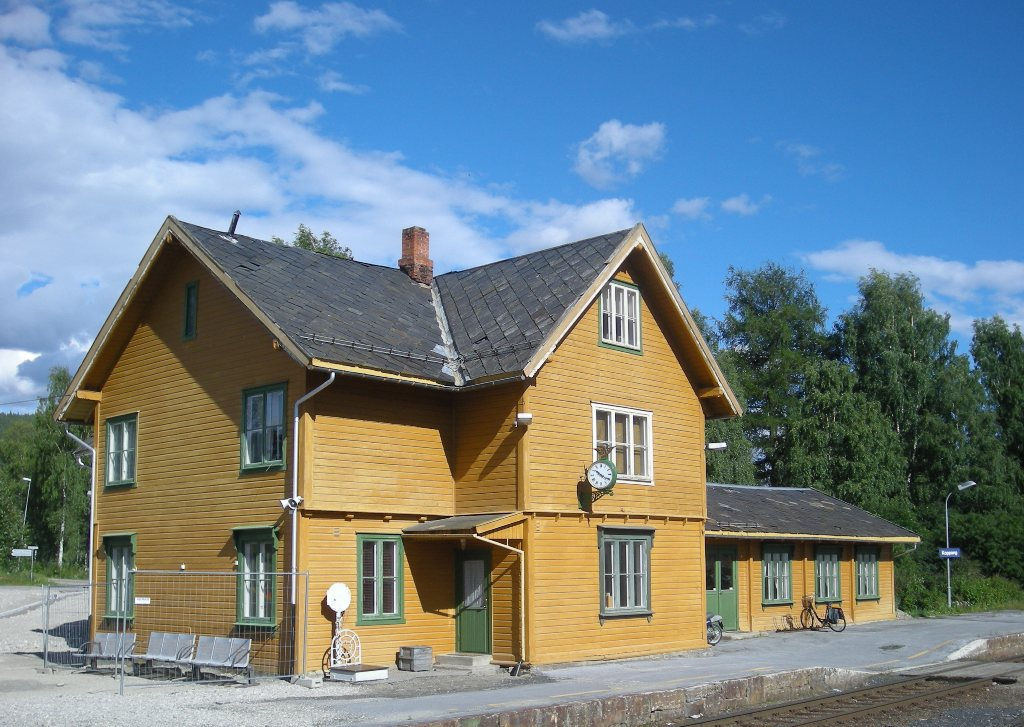
Stazione di Koppang

### Ferrovie
La linea ferroviaria Rørosbanen giunse a Koppang nel 1875. Segue la rotta da Hamar-Røros a Trondheim attraverso l'intero comune ed effettua sei fermate, le più numerose per un singolo comune. Le fermate sono Steinvik, Opphus, Evenstad, Stai, Koppang e Atna. Per attraversare il comune impiega un'ora.

### Scuole
Il comune possiede una biblioteca, situata nel centro di Koppang, e ha cinque scuole:
- Koppang skole
- Oppuhus skole
- Sollia barne- og ungdomsskole (scuola elementare e media[7])

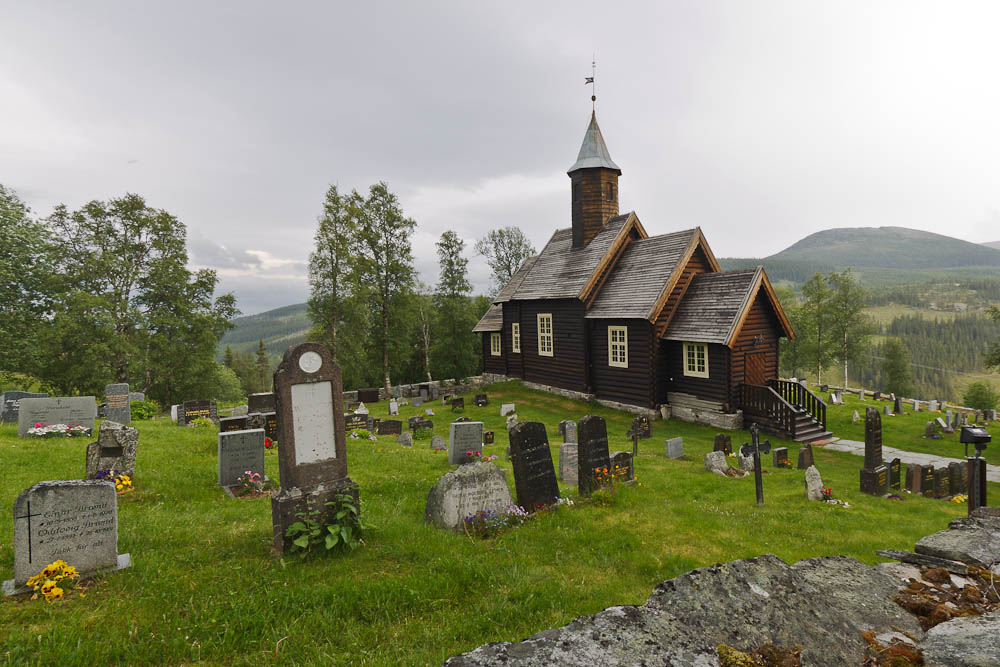
Sollia kirke

- Stor-Elvdal ungdommskole

## Monumenti
Gli edifici più antichi di Stor-Elvdal sono la Sollia kirke, una chiesa di legno (stavkirke) di età barocca, la Strand kirke (1863) e la Stor-Elvdal kirke, una chiesa ottogonale del 1821 che, per le sue dimensioni, viene spesso chiamata Cattedrale dell'Østerdalen (Østerdalskatedralen). Da Koppang passava la Gamle Kongevei (Antica strada del Re), una vecchia strada di pellegrinaggio che portava a Trondheim.

## Società
Nel comune si riscontra un discreto numero di minoranze, di prima e seconda generazione:
| Nazionalità | Abitanti |
| ----------- | -------- |
| Paesi Bassi | 28       |
| Germania    | 28       |
| Eritrea     | 26       |
| Polonia     | 23       |
| Siria       | 18       |